# John Millman
John H. Millman (* 14. června 1989 Brisbane) je australský profesionální tenista. Ve své dosavadní kariéře na okruhu ATP Tour vyhrál jeden turnaj ve dvouhře. Na challengerech ATP a okruhu ITF získal devatenáct titulů ve dvouhře a tři ve čtyřhře.
Na žebříčku ATP byl ve dvouhře nejvýše klasifikován v říjnu 2018 na 33. místě a ve čtyřhře pak v červnu téhož roku na 165. místě. Trénuje ho irský kouč Louk Sorensen. Dříve tuto roli plnil Australan Gary Stickler.
V australském daviscupovém týmu debutoval v roce 2017 semifinálem Světové skupiny proti Belgii, v němž prohrál úvodní dvouhru s Davidem Goffinem. Australané odešli poraženi 2:3 na zápasy. Do září 2018 v soutěži nastoupil k jedinému mezistátnímu utkání s bilancí 0–1 ve dvouhře a 0–0 ve čtyřhře.
Narodil se roku 1989 v Brisbane jako druhý nejmladší z pěti sourozenců. Má čtyři sestry.

## Tenisová kariéra
Premiérový start v hlavní soutěži turnaje ATP Tour odehrál na Brisbane International 2010, kde v úvodním kole vypadl s obhájcem titulu Radkem Štěpánkem po dvousetovém průběhu. V kvalifikaci Australian Open 2010 postoupil do závěrečného kola, v němž jej vyřadil Ukrajinec Illja Marčenko.
První vítězný zápas na okruhu ATP získal na Brisbane International 2013, kde postoupil z kvalifikace přes Luka Savilla, Alexe Bogomolova a Donalda Younga. Na úvod hlavní soutěže vyřadil Tacumu Ita, což mu vyneslo divokou kartu na lednový Australian Open 2013. Ve druhé fázi však podlehl světové trojce Andymu Murraymu ve třech setech. Díky divoké kartě startoval také na Apia International Sydney 2013, kde zdolal Španěla Tommyho Robreda, aby ve druhém kole nenašel recept na světovou třiadvacítku Andrease Seppiho.
V hlavní grandslamové soutěži debutoval na Australian Open 2013. V prvním kole mu čerstvou porážku vrátil 84. japonský hráč žebříčku Tacuma Itó v pětisetové bitvě. Premiérové vítězství na majoru dosáhl ve Wimbledonu 2015, kde jako postoupivší kvalifikant přehrál devatenáctého nasazeného Tommyho Robreda bez ztráty setu. Ve druhé fázi mu stopku vystavil Kypřan Marcos Baghdatis, když prohospodařil vedení 2–0 na sety.
Do Brisbane International 2015 obdržel divokou kartu. Po výhře nad Rhyne Williamsem vedl nad světovou dvojkou Rogerem Federerem 6–4 a 3–1, ale zápas nakonec ztratil. Australian Open 2015 znamenalo časné vyřazení od dvacátého šestého nasazeného Argentince Leonarda Mayera po třísetovém průběhu.
Na domácím Australian Open 2016 se poprvé dostal přes 1. kolo, když na úvod porazil argentinského tenistu Diega Schwartzmana. Ve druhém kole poté porazil světovou osmatřicítku, Lucemburčana Gillese Müllera v pěti sadách, díky čemuž poprvé ve své kariéře postoupil do třetího kola Grand Slamu. V něm byl však nad jeho síly krajan a šestnáctý nasazený Bernard Tomic, jemuž podlehl ve třech setech. Do téže fáze došel i ve Wimbledonu 2016, kde si nejprve poradil v pěti setech s Albertem Montañésem a ve čtyřech sadách také s dvacátým šestým nasazeným v turnaji Francouzem Benoîtem Pairem. Ve třetím kole ovšem jeho cestu v turnaji ukončil druhý nasazený domácí tenista Andy Murray, který mu dovolil v celém utkání jen deset gemů.
V singlu Letních olympijských her 2016 v Riu de Janeiru mu patřila 75. příčka žebříčku. Na olympiádě se stal prvním tenistou v mužské dvouhře od zařazení tenisu na hry v roce 1896, který vyhrál zápas bez ztráty gamu 6–0 a 6–0. V prvním kole tímto výsledkem za 50 minut porazil Litevce Ričardase Berankise. Vyřazen byl ve druhé fázi soutěže.
Do premiérového finále na okruhu ATP Tour postoupil na antukovém Gazprom Hungarian Open 2018 v Budapešti. Ve druhém kole vyřadil francouzskou turnajovou jedničku Lucase Pouilleho a v semifinále pátého nasazeného Slovince Aljaže Bedeneho. V boji o titul pak podlehl italskému 92. hráči světa Marcu Cecchinatovi po dvousetovém průběhu.
První kariérní trofej na túře ATP vybojoval na říjnovém Astana Open 2020, nursultanském turnaji dodatečně zařazeném kvůli koronavirové pandemii. Ve finále zdolal třetího nasazeného Francouze Adriana Mannarina po dvousetovém průběhu, čímž navýšil aktivní poměr vzájemných utkání na 3–0. V sezóně 2020 se tak stal pátým tenistou, jenž získal premiérový titul na okruhu ATP Tour. Navázal tím na Uga Humberta, Caspera Ruuda, Thiaga Seybotha Wilda a Miomira Kecmanoviće. Rovněž se stal pátým hráčem probíhající sezóny, který ovládl turnaj po odvrácení mečbolu na cestě za titulem. Ve čtvrtfinále proti Američanu Tommy Paulovi čelil za stavu her 3–5 dvěma mečbolovým hrozbám. Následně otočil i závěrečný tiebreak ze stavu 0:5. Bodový zisk jej posunul ze 45. na 38. místo žebříčku.

## Finále na okruhu ATP Tour
| Legenda                   |
| D – dvouhra; Č – čtyřhra  |
| Grand Slam (0)            |
| Turnaj mistrů (0)         |
| ATP Tour Masters 1000 (0) |
| ATP Tour 500 (0–1 D)      |
| ATP Tour 250 (1–1 D)      |

### Dvouhra: 3 (1–2)
| Stav      | č. | datum             | turnaj                 | povrch    | soupeř ve finále | výsledek |
| --------- | -- | ----------------- | ---------------------- | --------- | ---------------- | -------- |
| Finalista | 1. | 29. dubna 2018    | Budapešť, Maďarsko     | antuka    | Marco Cecchinato | 5–7, 4–6 |
| Finalista | 2. | 6. října 2019     | Tokio, Japonsko        | tvrdý     | Novak Djoković   | 3–6, 2–6 |
| Vítěz     | 1. | 1. listopadu 2020 | Nur-Sultan, Kazachstán | tvrdý (h) | Adrian Mannarino | 7–5, 6–1 |

## Finále na challengerech ATP a okruhu Futures
| Legenda                |
| ---------------------- |
| Challengery (12–6 D)   |
| Futures (7–7 D; 3–2 Č) |

### Dvouhra: 32 (19–13)
| Stav      | č.  | datum              | turnaj             | povrch      | soupeř ve finále   | výsledek                |
| --------- | --- | ------------------ | ------------------ | ----------- | ------------------ | ----------------------- |
| Finalista | 1.  | 18. dubna 2008     | Bukurešť           | antuka      | Răzvan Sabău       | 5–7, 3–6                |
| Vítěz     | 2.  | 6. října 2008      | Traralgon          | tvrdý       | Andrew Coelho      | 6–2, 6–3                |
| Finalista | 3.  | 11. června 2009    | Stara Zagora       | antuka      | Predrag Rusevski   | 2–6, 3–6                |
| Finalista | 4.  | 21. září 2009      | Darwin             | tvrdý       | Jamie Baker        | 4–6, 6–2, 3–6           |
| Finalista | 5.  | 16. listopadu 2009 | Esperance          | tvrdý       | Matthew Ebden      | 3–6, 4–6                |
| Vítěz     | 6.  | 23. listopadu 2009 | Kalgoorlie         | tvrdý       | Matthew Ebden      | 6–2, 7–6(7–1)           |
| Vítěz     | 7.  | 22. února 2010     | Berri              | tráva       | Greg Jones         | 1–6, 6–4, 6–4           |
| Finalista | 8.  | 6. dubna 2010      | Little Rock        | tvrdý       | Brydan Klein       | 3–6, 6–3, 3–6           |
| Vítěz     | 9.  | 13. září 2010      | Darwin             | tvrdý       | Hiroki Morija      | 6–0, 6–1                |
| Finalista | 10. | 20. září 2010      | Alice Springs      | tvrdý       | Colin Ebelthite    | 5–7, 6–7(2–7)           |
| Vítěz     | 11. | 10. října 2010     | Sacramento         | tvrdý       | Robert Kendrick    | 6–3, 6–2                |
| Finalista | 12. | 26. března 2012    | Bundaberg          | antuka      | Jason Kubler       | 4–6, 6–1, 1–6           |
| Finalista | 13. | 7. května 2012     | Pusan              | tvrdý       | Tacuma Itó         | 4–6, 3–6                |
| Vítěz     | 14. | 4. listopadu 2012  | Bendigo            | tvrdý       | Benjamin Mitchell  | 6–3, 6–3                |
| Vítěz     | 15. | 28. ledna 2013     | Burnie             | tvrdý       | Stéphane Robert    | 6–2, 4–6, 6–0           |
| Vítěz     | 16. | 10. března 2013    | Kjóto              | koberec     | Marco Chiudinelli  | 4–6, 6–4, 7–6(7–2)      |
| Vítěz     | 17. | 11. srpna 2014     | Čchunčchon         | tvrdý       | Jose Rubin Statham | 6–3, 6–7(4–7), 7–6(7–5) |
| Vítěz     | 18. | 18. srpna 2014     | Anseong            | antuka (h)  | Jose Rubin Statham | 6–1, 7–5                |
| Finalista | 19. | 12. října 2014     | Tiburon            | tvrdý       | Sam Querrey        | 4–6, 2–6                |
| Vítěz     | 20. | 3. listopadu 2014  | Traralgon 2        | tvrdý       | James Ward         | 6–4, 6–1                |
| Vítěz     | 21. | 16. listopadu 2014 | Jokohama           | tvrdý       | Kyle Edmund        | 6–4, 6–4                |
| Finalista | 22. | 1. března 2015     | Kjóto              | tvrdý       | Michał Przysiężny  | 3–6, 6–3, 3–6           |
| Finalista | 23. | 31. května 2015    | Vicenza            | antuka      | Íñigo Cervantes    | 6–4, 6–2                |
| Vítěz     | 24. | 2. srpna 2015      | Lexington          | tvrdý       | Jasutaka Učijama   | 6–3, 3–6, 6–4           |
| Vítěz     | 25. | 16. srpna 2015     | Aptos              | tvrdý       | Austin Krajicek    | 7–5, 2–6, 6–3           |
| Vítěz     | 26. | 15. listopadu 2015 | Kóbe               | tvrdý (h)   | Taró Daniel        | 6–1, 6–3                |
| Finalista | 27. | 8. srpna 2017      | Lexington          | tvrdý (h)   | Michael Mmoh       | 4–6, 7–6(7–3), 3–6      |
| Finalista | 28. | 29. října 2017     | Ho Či Minovo Město | tvrdý       | Michail Južnyj     | 4–6, 4–6                |
| Vítěz     | 29. | 26. listopadu 2017 | Hua Hin            | tvrdý       | Andrew Whittington | 6–2, 6–2                |
| Vítěz     | 30. | 25. února 2018     | Kjóto              | koberec (h) | Jordan Thompson    | 7–5, 6–1                |
| Vítěz     | 31. | 13. května 2018    | Aix-en-Provence    | antuka      | Bernard Tomic      | 6–1, 6–2                |
| Vítěz     | 32. | 22. září 2019      | Kao-siung          | tvrdý       | Marc Polmans       | 6–4, 6–2                |

### Čtyřhra: 5 (3–2)
| Stav      | č. | datum           | turnaj      | povrch    | spoluhráč      | soupeři ve finále               | výsledek         |
| --------- | -- | --------------- | ----------- | --------- | -------------- | ------------------------------- | ---------------- |
| Vítěz     | 1. | 15. března 2009 | Badalona    | antuka    | Mark Verryth   | Jordi Marse-Vidri Allen Perel   | 6–1, 7–6(7–5)    |
| Vítěz     | 2. | 10. května 2009 | Sandanski   | antuka    | Thomas Kromann | Valentin Dimov Todor Jenev      | 3–6, 6–1, [10–5] |
| Finalista | 1. | 21. března 2010 | Bath        | tvrdý (h) | Tim Bradshaw   | Kamil Capkovic Andrej Martin    | 6–7(1–7), 3–6    |
| Vítěz     | 3. | 4. dubna 2010   | Sandanski   | antuka    | Brydan Klein   | Kaden Hensel Jose Rubin Statham | 4–6, 6–4, [10–6] |
| Finalista | 2. | 11. dubna 2010  | Little Rock | tvrdý     | Brydan Klein   | Lester Cook Brett Joelson       | 4–6, 6–3, [7–10] |